# Бересток (селище)
Бересто́к — селище Іллінівської сільської громади Краматорського району Донецької області, України.

## Загальні відомості
Відстань до центру громади становить близько 4,5 км.
У Берестку розташований елеватор «Константа-Агро», що спецалізується на переробці сільськогосподарської сировини та комбікормах.
Також є фельдшерський пункт.

## Історична довідка
Як окремий населений пункт селище офіційно з'являється 26 жовтня 1992 року, коли Верховна Рада України привласнила йому найменування - Бересток.
До цього селище входило до міської межі Костянтинівки.
У радянський час на місці селища розташовувалося друге відділення радгоспу "Берестовий". Саме радгоспу селище зобов'язане своєю сучасною назвою. Народною назвою досі залишається "Друге відділення".
Радгосп "Берестовий" був утворений в період колективізації на базі хутора Берестовий, який надалі матиме 6 різних відділень у межах колишнього Костянтинівської району із центральною садибою в самому хуторі.
Решта п'ять відділень "Берестового" були розкидані районом: 2-ге відділення - селище Бересток, 3-те відділення - село Новооленівка, 4-те відділення - село Іллінівка, 5-те відділення - село Осикове, 6-те відділення - село Плещіївка.
Нині хутір Берестовий є частиною міста Костянтинівка. Першою документальною згадкою про нього - є перепис 1926 року, коли у Костянтинівському районі при Костянтинівській селищній раді значиться хутір Берестовий.
Свою назву хутір Берестовий отримав від однойменної балки, в якій він розташовувався. Балка вперше нанесена на мапу 1830 року. Пізніше чомусь значиться як Дерезувата (1888) та Березовата (1928).
У колекції документів «Спогади очевидців Голодомору 1932-1933 років» існує запис мешканки сучасного селища Бересток - Похилої Надії Тихонівни (1929 року народження), яка згадує:
"Тоді мені було всього 4 роки. Усі люди і моя родина дуже страждали. У сім’ї нас було п’ятеро. Ми ходили на галявину збирати трави, які можна було їсти. Також ловили жуків, у річці шукали мушлі, равликів. Рвали кінський щавель, знаходили мерзлу картоплю і намагалися зробити кашу на всю родину. У нас не було ні батька, ні матері. Вони померли на початку голодомору. Нас намагався виростити старший брат. Йому було 14 років. Бувало, навіть, що сиділи і дивились на людей, усі чогось шукають, намагаються вижити. Була страшна засуха. Усі виживали, як могли."
1936 року хутір Берестовий значився у підпорядкування Сантуринівської сільської ради.
Перші забудови на місці сучасного селища Бересток були нанесені на топографічній мапі 1938 року, коли довкола численних садиб між трасою N20 та балкою Клебіною (Клобіною), значиться "бригадний двір".
Зі слів місцевої мешканки та колишньої вчительки Моспан Марії Прокоф’ївни, першими поселенцями селища стала її родина. Її дід - Оникій Моспан першим збудував тут свій будинок та перевіз сюди свою родину, в якій було семеро синів. Разом вони обробляли землю, займалися домашнім господарством. Згодом тут з’явилися й інші поселенці, які й утворили селище Бересток.
В селищі працює сільський клуб (відкритий орієнтовно 1982 року), що є центром культурного та творчого життя. На його базі працюють сім творчих об’єднань, серед яких: дитячий вокальний ансамбль "Ягідки", молодіжний гурт "Віамелена", жіночий колектив "Бересток".

### Радгосп "Берестовий"
Першою згадкою про радгосп 1932 року є біографія його директора - Кубрака Івана Івановича, який народився 6 лютого 1913 року, а від 1932 року працював зоотехніком у радгоспі "Берестовий". З 1953 по 1980 роки обіймав посаду директора.
До 1934 року "Берестовий" перебував у складі Костянтинівського агрокомбінату. В роки Другої світової війни відбувалася евакуація радгоспу.
За рішенням сесії міської ради від 30 вересня 1970 року йому було присвоєне звання Почесного громадянина Костянтинівки.
Помер Іван Іванович 18 лютого 1991 року. Похований у Костянтинівці.
Радгосп "Берестовий" мав тепличний комбінат та консервний цех, що протягом трьох десятиліть був одним із передових сільськогосподарських підприємств країни. Через беззаперечне лідерство з виробництва овочів та передову базу їхньої переробки радгосп був відомий на всю країну.
Тепличний комбінат радгоспу "Берестовий" знаходився на південно-західній околиці міста. 1976 року зазначалося, що повесні він щодня відправляв крамницям 10-15 автомашин зі свіжими огірками та помідорами, зеленою цибулею, редисом, кропом та петрушкою. Загалом радгосп виробляв 30 найменувань овочів. На виставці в місті Ерфурт «Берестовий» був нагороджений бронзовою медаллю за вирощування перцю, буряків та баклажанів.
Консервний цех переробки овочів та фруктів, який знаходився поряд із тепличним комбінатом, квасив капусту, солив огірки, помідори, кавуни, консервував різні овочі та фрукти у скляних банках. Сезонно цех консервував також яблучний сік. Яблука постачалися з садів сільгосптехнікуму, які займали досить великий простір. Відбувалося засолювання нестандартної продукції у діжки.
У 70-х роках площа тепличного комбінату займала 10 га. Під час спорудження комбінату були враховані всі досягнення науки та техніки у проєктуванні та будівництві підприємств подібного типу. Це було ціле тепличне містечко, яких в Україні було дуже мало. У господарстві експлуатувалися парники на електрообігріві та плівкові теплиці. 
Головною метою комбінату було давати більше овочів у зимові та перші весняні місяці. Підприємство постачало свіжу зелень та овочі до Донецька, Краматорська, Дружківки, Бахмута тощо. 1978 року ці показники були в межах 2380 тонн ранніх овочів, 1979 року - 1703 тони.
Високого успіху комбінат досягнув завдяки високому рівню кваліфікації працівників, впровадженню прогресивної технології вирощування овочів у закритому ґрунті. Безпосередньо вирощуванням овочів у комбінаті займалося п'ять бригад. Тепличним комбінатом керували А. Чуб, В. Лобода. Старший інженер – О. Вервейко, директор - Іван Іванович Кубрак.
Фірмова крамниця "Берестовий" знаходилася в старому центрі міста Костянтинівка. Будівля була обкладена білою плиткою, над центральним входом назва, збоку - вхід до кулінарії. Крамниця тут відкрилася у 50-х роках минулого століття. Цілий рік продавалися свіжі та консервовані овочі та фрукти, картопля, молоко, м’ясо. Будівля зруйнована у кінці 90-х. 
1970 року згадується заміська вілла радгоспу, що розташовувалася на берегах Клебан-Бицького водосховища.

#### Працівники радгоспу
Запис про 3-тє відділення радгоспу "Берестовий" зберігся в біографії бригадирки овочівницької бригади - Матрони Олексіївни Коломоєць, що народилася 30 квітня 1929 року, а в дорослому віці переїхала до села Іллінівка. За її керівництва на посаді бригадирки були введені в експлуатацію штучні поливальні установки. Раніше 5 гектарів поливалися вручну.
Запис про 6-те відділення радгоспу "Берестовий" є в біографії механізатора - Миколи Івановича Лютого. Він народився 3 лютого 1940 року у селі Катеринівка. Від 1947 року навчався у сільській школі села Плещіївка, а з п’ятого класу - у селі Іванопілля.
Після навчання влаштувався у колгосп у селі Плещіївка причіпником. Пізніше став працювати на тракторі механізатором. Закінчив Слов’янське сільськогосподарське училище. Потім працював трактористом у відділенні №6 радгоспу «Берестовий». За рік обробляв 1300 гектарів, тоді як інші механизатори - тільки 800. Проживав у селі Плещіївка. Помер 18 травня 2007 року. Похований на сільському цвинтарі Плещіївки.
Серед інших працівників також згадуються:
- Лихацький Віталій Іванович - агроном відділення (1967 - 1971 роки);
- Вєтров Олександр Григорович - головний агроном (1977 – 2003 роки);[20]
- В. Пелех, А. Капустина, Г. Ливриненко - овочівники;[21]
- Федоренко Федір Трохимович. Народився 25 січня (7 лютого) 1914 року у багатодітній (7 дітей) родині шевця. Від 1959 року – завідував городньою ділянкою, бригадир овочівницької бригади, що під його керівництвом вирощувала рекордні врожаї огірків та помідорів. Працював бригадиром овочівницької бригади до виходу на пенсію 1977 року.[22]

Радгосп "Берестовий" існував до 1995 року, доки 20 липня того ж року не вийшла постанова №538 про його обов’язкову приватизацію.

#### Сільськогосподарський технікум
Був заснований 22 листопада 1943 року у селі Іванівське Бахмутського району на базі середньої сільськогосподарської школи як Красносільський сільськогосподарський технікум. Першим його директором став Петро Суворов, що очолював технікум до вересня 1952 року. Навчальні заняття проводилися в колишньому поміщицькому будинку. 17 викладачів навчали 108 учнів за спеціальністю агроном-рільник.
1957 року технікум за наказом Міністерства сільського господарства був переведений у місто Костянтинівка та перейменований у Костянтинівський сільськогосподарський технікум. Навчальний заклад почав готувати студентів за спеціальностями: агроном - рільник, бухгалтер, плодоовочівник. А від 1965 року - техніків-гідротехніків.
Сільськогосподарський технікум знаходиться на південній околиці міста біля річки Кривий Торець. У липні 1956 року у пресі повідомлялося, що на центральній садибі ведеться будівництво учбового корпусу технікуму, будувалися та ремонтувалися квартири для викладачів, тривала підготовка до спорудження гуртожитків для студентів на 360 місць, їдільні.
У новому навчальному корпусі розмістилися 25 кабінетів та лабораторій, бібліотека. Також мав 600 гектарів землі.
У довіднику навчальних закладів (для вступників) за 1960 рік назва значиться як Костянтинівський сільськогосподарський технікум плодоовочівництва. Спеціальність – плодоовочівництво, заочне відділення за тією ж спеціальністю.
У технікумі вчилася олімпійська чемпіонка 1972 року з метання диска - Фаїна Григорівна Мельник.

## Населення
За даними перепису 2001 року населення селища становило 454 особи, з них 41,41 % зазначили рідною мову українську та 58,15 % — російську.